# Терум, Кнут
Кнут Терун (норв. Knut Tørum; род. 16 августа 1971, Берген, Берген) — норвежский футбольный тренер.

## Биография
В качестве футболиста выступал за юношескую сборную Норвегии до 15 лет. Однако он не стал начинать профессиональную карьеру игрока и переключился на тренерское дело. Некоторое время Терум работал с юношескими сборными страны. В 2005 году Терум был главным тренером клуба «Мосс». Вскоре он вошел в тренерский штаб Пер-Матиас Хёгмо в «Русенборге». Летом молодой тренер сменил опытного специалиста на посту наставника команды. В дебютном сезоне Терум привел «Русенборг» к победе в чемпионате Норвегии. Благодаря этому успеху он был признан лучшим футбольным тренером страны.
В 2007 году Терум вывел «Русенборг» в групповой этап Лиги чемпионов. На групповом этапе команда под руководством тренера сенсационно сыграла вничью в гостях с «Челси» (1:1) и победила дома «Валенсию» (2:0). Однако в чемпионате дела у неё складывались трудно: она неожиданно скатилась на шестое место. В итоге, после победы над «Валенсией» Терум был отправлен в отставку.
Позднее специалист несколько лет тренировал «Старт» и работал с молодежную сборную Норвегии. В последнее время наставник руководил клубом низшей лиги «Арендал».

## Достижения
Командные
- Чемпион Норвегии: 2006.

Личные
- Лучший футбольный тренер Норвегии: 2006.